# Wolf Biermann
Wolf Biermann (født 15. november 1936 i Hamborg) er digter og forfatter. Han giftede sig med skuespillerinden Eva-Maria Hagen, der var kendt som "Østeuropas Brigitte Bardot", da hendes datter, multikunstneren og punkrockeren Nina Hagen var 11 år.

## Baggrund
Biermanns far var en kommunistisk, jødisk værftsarbejder, henrettet i Auschwitz i 1943 for sabotage. Hver morgen fandt den lille dreng et stykke sukker, som hans mor forklarede, hans far havde sendt ham på en månestråle.  Under ildstormen mod Hamborg i 1943 sad han gemt i kælderen i Schwabenstraße med sin mor, mens bydelen Hammerbrook brændte over deres hoveder. Til sidst måtte de også flygte fra kælderen, op i de brændende gader. De løb langs med husene for at undgå ildstormen, der rasede med orkans styrke, så hustage fløj gennem luften. Asfalten kogte, hvor heden kom til, og mennesker segnede om. Rene tilfældigheder fik Biermann, hans mor Emma og moster Lotte levende gennem rædselsnatten. 

## Årene i DDR
Schwabenstraße i Hamborg forsvandt i ildstormen.  Wolf Biermann emigrerede til DDR i 1953. Han var da 16 år og opvokset med det opdrag at redde menneskeheden, hævne sin far og bygge kommunismen op.  Han gik i lære hos Hanns Eisler, komponisten, som Bertold Brecht erstattede Kurt Weill med. Fra 1960 skrev Biermann digte og sange. I 1963 fik han 6 måneders sceneforbud for at have skrevet et skuespil om opførelsen af Berlinmuren.
I 1965 forbød socialistpartiet rockgrupper, mens Biermann blev stemplet som "statsfjende" og dertil "pornograf". ("Pornografi" var samlebetegnelsen på det, der blev udgivet uden statens tilladelse; i det her tilfælde en digtsamling, Die Drahtharfe, udgivet i Vesttyskland.)  Stasi havde en mappe på 50.000 sider om ham. 
Biermann indspillede sin første LP i 1968 i familiens lejlighed i Chauseestrasse 131,  med mikrofoner indsmuglet fra Vesten. LP’en blev også kaldt Chauseestrasse 131 for at signalere til fans, at han stadig var at finde i Berlin. Efter en forgæves kamp for at lydisolere lejligheden, valgte han at lade vinduerne stå åbne under indspilningen, sådan at hans tekster iblandes larmen fra trabantbiler og hvinende sporvogne. Han fremstod nærmest som en østtysk Bob Dylan. Pladen åbner med publikumsfavoritten Die hab’ ich satt (= Dem er jeg led og ked af), en opremsning af personer og institutioner, han hadede eller foragtede.  LP’en udkom via en forlagsboghandel i Vesttyskland, og blev derfra smuglet tilbage ind i DDR. Alligevel håbede Biermann, at DDR lod sig reformere, og mente, han ikke kom med andet end marxistisk funderet kritik.

## Tilbage i Vesten
I 1976 fik han uventet udrejsetilladelse til at foretage en turné i Vesttyskland, og efter en radioudsendt koncert i Köln i november blev han nægtet indrejse til DDR og frataget sit østtyske statsborgerskab. I december fik hans fraskilte kone Eva-Marie og hendes datter Nina ordre om at forlade landet inden seks dage. I Hamborg blev de mødt af Biermann. I Vesten følte han sig som i eksil; det tyske sprog var det samme - og dog ikke. Han forklarede, hvordan han følte sig "som en fisk på land", mens han i Moskva havde vidst nøjagtigt, hvordan folk havde det, da han i hemmelighed spillede for russiske oppositionelle. 
Wolf Biermann blev i januar 2007 æresborger i Berlin efter en del politisk tumult. Han er æresborger nummer 115 i Berlin. 
Biermanns mest afholdte sang er Ermutigung (= Opmuntring). 
I 1991 modtog han Georg Büchner-prisen.